# Muratura a ciottoli

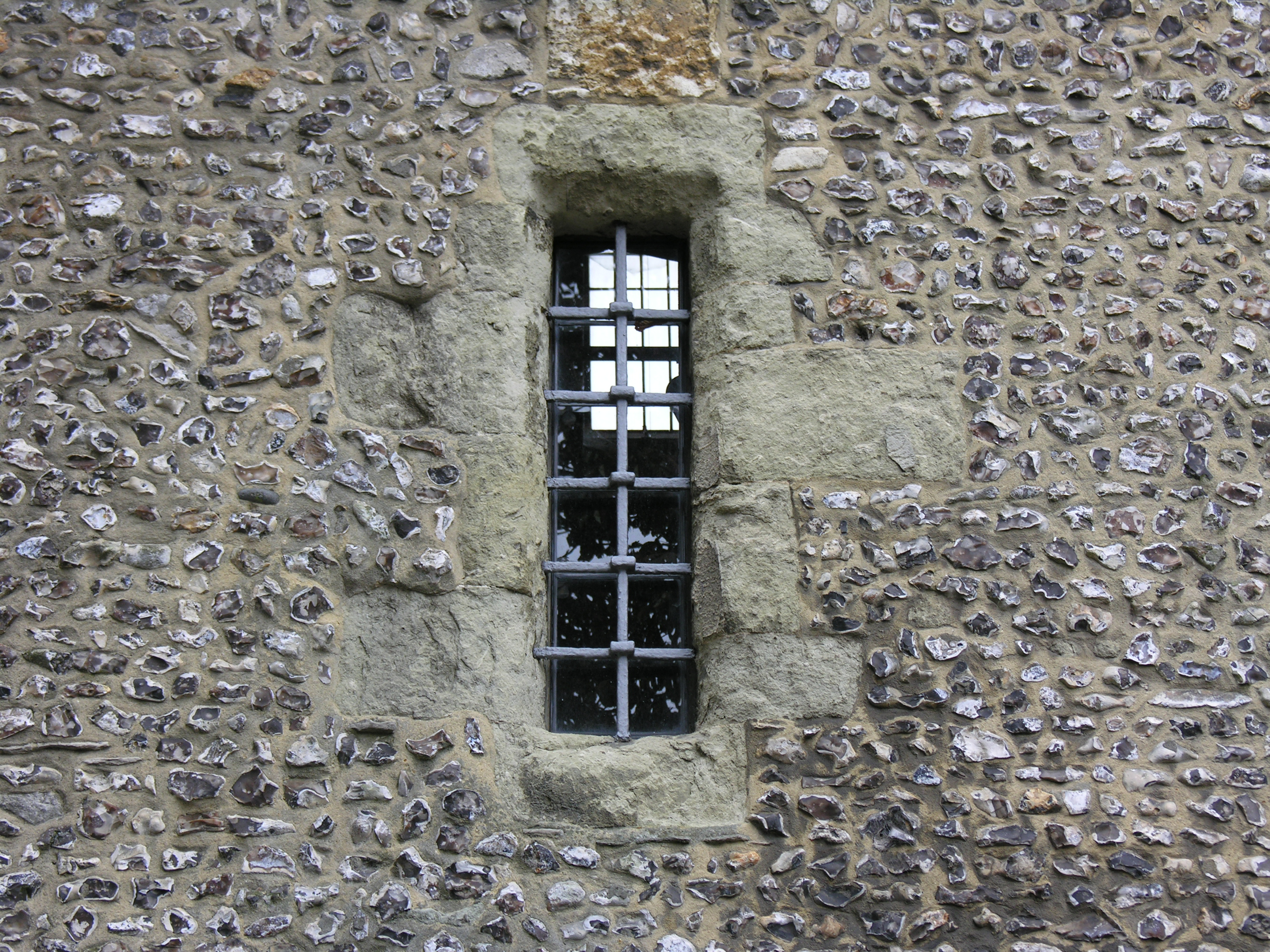
Esemplare di muratura a ciottoli

Una muratura a ciottoli è un particolare tipo di muro costruito con ciottoli rotondi di selce o altre pietre, cementati insieme tramite l'uso di malta. Viene solitamente usato quando il mare ha una spiaggia scoscesa, o nei luoghi ricchi di selce.